# Can Collellmir
Can Collellmir és una obra de Santa Pau (Garrotxa) inclosa a l'Inventari del Patrimoni Arquitectònic de Catalunya.

## Descripció
És una gran casa de planta rectangular amb el teulat a dues aigües i els vessants encarats cap a les façanes principals. La seva situació dalt d'un marge li permet disposar de planta i pis al costat nord-est i baixos i dos pisos a la façana oest. La planta baixa, pràcticament sense cap obertura, era destinada a quadres pel bestiar. La primera planta era la noble i el pis superior era destinat a dormitoris.
Cap de les llindes conserva dates. Possiblement la casa va començar amb uns edificis minúsculs, amb un nucli molt reduït. La prosperitat del camp català dels segles XVI, XVII i XVIII donarà lloc a les successives reformes i ampliacions apreciables actualment. Va ser bastit amb carreus molt ben escairats pels angles i les obertures de l'edifici i la resta es va fer de pedres i morter.